# Wowee Zowee
Wowee Zowee é o terceiro álbum de estúdio da banda Pavement, lançado a 11 de Abril de 1995 pela Matador Records. O Álbum mostra um lado mais experimental e espontâneo da banda, trazendo de volta o barulho e imprevisibilidade que estava presente nos álbuns anteriores ao "Crooked Rain, Crooked Rain".
Matador Records lançou uma versão expandida desse álbum em forma de dois disco sob o nome de Wowee Zowee: Sordid Sentinels Edition em 6 de Novembro de 2006 trazendo mais outtakes e B-sides.

## Faixas
1. "We Dance" – 3:01
2. "Rattled by the Rush" – 4:16
3. "Black Out" – 2:10
4. "Brinx Job" – 1:31
5. "Grounded" – 4:14
6. "Serpentine Pad" – 1:16
7. "Motion Suggests" – 3:15
8. "Father to a Sister of Thought" – 3:30
9. "Extradition" – 2:12
10. "Best Friend's Arm" – 2:19
11. "Grave Architecture" – 4:16
12. "AT&T" – 3:32
13. "Flux=Rad" – 1:45
14. "Fight This Generation" – 4:22
15. "Kennel District" – 2:59
16. "Pueblo" – 3:25
17. "Half a Canyon" – 6:10
18. "Western Homes" – 1:49

1. ↑  «Matador Records». matadorrecords.com. Cópia arquivada em 15 de junho de 2006